# Benedikt Fernandez
Benedikt Fernandez (Bonn, 8 januari 1985) is een Duits doelman in het betaald voetbal. Hij debuteerde in het seizoen 2006/07 in de hoofdmacht van Bayer 04 Leverkusen, waar hij de jeugdopleiding afmaakte en in 2008 zijn verbintenis verlengde tot aan de zomer van 2011. Hij werd in het eerste team tweede doelman achter René Adler.

## Carrière
| Seizoen | Club             | Land      | Competitie | Wed. | Goals |
| ------- | ---------------- | --------- | ---------- | ---- | ----- |
| 2006/07 | Bayer Leverkusen | Duitsland | Bundesliga | 2    | 0     |
| 2007/08 | Bayer Leverkusen | Duitsland | Bundesliga | 1    | 0     |
| 2008/09 | Bayer Leverkusen | Duitsland | Bundesliga | 3    | 0     |
| 2009/10 | Bayer Leverkusen | Duitsland | Bundesliga | 0    | 0     |